# Манк
Манк (англ. Mank) — американський біографічний драматичний фільм 2020 року режисера Девіда Фінчера. Стрічка розповідає про сценариста Германа Дж. Манкевича та його роботу над сценарієм фільму «Громадянин Кейн» (1941). Головну роль виконав Ґері Олдмен. У другорядних ролях залучені Аманда Сайфред, Лілі Коллінз, Том Пельфрі, Сем Тротон і Туппенс Міддлтон.
Сценарій написав батько Девіда Фінчера Джек у 1990-х роках, і син Девід збирався розпочати знімання «Манка» відразу після завершення фільму «Гра» (1997). На виконавців головних ролей він планував Кевіна Спейсі та Джоді Фостер. Цим планам не судилося здійснитися, Джек Фінчер помер у 2003 році. У липні 2019 року компанія «Netflix» офіційно оголосила про початок роботи над проєктом. Знімання тривало з листопада 2019-го по лютий 2020 року в околицях Лос-Анджелеса.
«Манк» вийшов в обмежений прокат в США 13 листопада 2020 року, а з 4 грудня став доступний на платформі Netflix. Фільм отримав позитивну критику — висока оцінка режисури, акторської (зокрема, Олдмена та Сайфред) й операторської роботи, якість постановки. На 93-й церемонії вручення премії «Оскар» «Манк» отримав 10 номінацій, у тому числі «Найкращий фільм», «Найкращий актор» (Олдмен) та «Найкраща актриса другого плану» (Сайфред). Також отримав шість головних номінацій 78-ї церемонії вручення премії «Золотий глобус», у тому числі в категорії «Найкращий фільм — драма».

## Сюжет
Історія зосереджується на роботі Германа Дж. Манкевича, коли він писав сценарій «Громадянина Кейна», та на проблеми, що виникали під час цього.

## У ролях
- Ґері Олдмен — Герман Манкевич
- Аманда Сайфред — Меріон Дейвіс
- Лілі Коллінз — Ріта Александер
- Арлісс Говард — Луїс Барт Маєр
- Том Пелфрі — Джозеф Манкевич
- Сем Тротон — Джон Гаусман
- Фердинанд Кінгслі — Ірвінг Грант Тальберг
- Таппенс Міддлтон — Сара Манкевич
- Том Берк — Орсон Веллс
- Джозеф Кросс — Чарлз Ледерер
- Джеймі МакШейн — Шеллі Меткалф
- Тобі Леонард Мур — Девід Сельцник
- Моніка Госсманн — фройляйн Фріда
- Чарлз Денс — Вільям Рендольф Герст
- Лівен Рамбін — Ів, жінка Меткалфа
- Білл Най — Ептон Білл Сінклер
- Джефф Хармс — Бен Гехт

Також у фільмі з'являються чисельні відомі актори та діячі Голлівуда того часу: Джордж С. Кауфман, Грета Гарбо, Джозеф фон Штернберг, Норма Ширер, Елеонор Бордман, Джоан Кроуфорд, Чарлі Чаплін, Джеральдін Фіцджеральд, Біллі Дав, Рексфорд Тагвелл, Бетті Девіс, Кларк Ґейбл, Чарльз Мак-Артур, Дерріл Занук, Керол Ломбард та Едді Кантор.

## Виробництво
У липні 2019 року було оголошено, що Девід Фінчер буде режисером фільму, а Ґері Олдмен зіграє головну роль. Сценарій написав батько Фінчера Джек Фінчер до своєї смерті у 2003 році. Додатковий кастинг був оголошений у жовтні, а Аманда Сайфред, Лілі Коллінз, Таппенс Міддлтон, Арлісс Говард та Чарльз Денс були додані до нового складу. Трент Резнор та Аттікус Росс складуть музику фільму.
Знімання почали 1 листопада 2019 року в Лос-Анджелесі.